# Onesicrito
Onesicrito di Astipalea (in greco antico: Ὀνησίκριτος?, Onēsíkritos; Astipalea, 375 a.C. circa – 300 a.C.) è stato un filosofo e storico greco antico, discepolo di Diogene di Sinope.

## Biografia

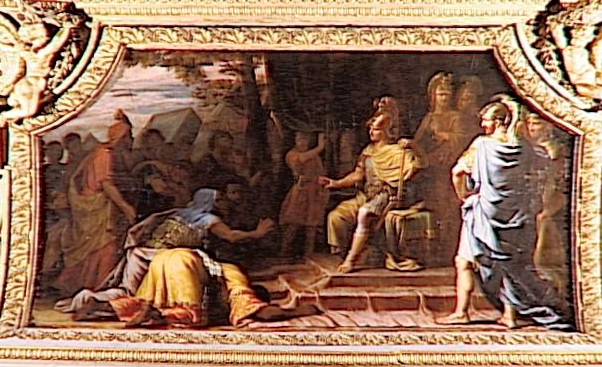
Alessandro riceve un'ambasceria d'indiani

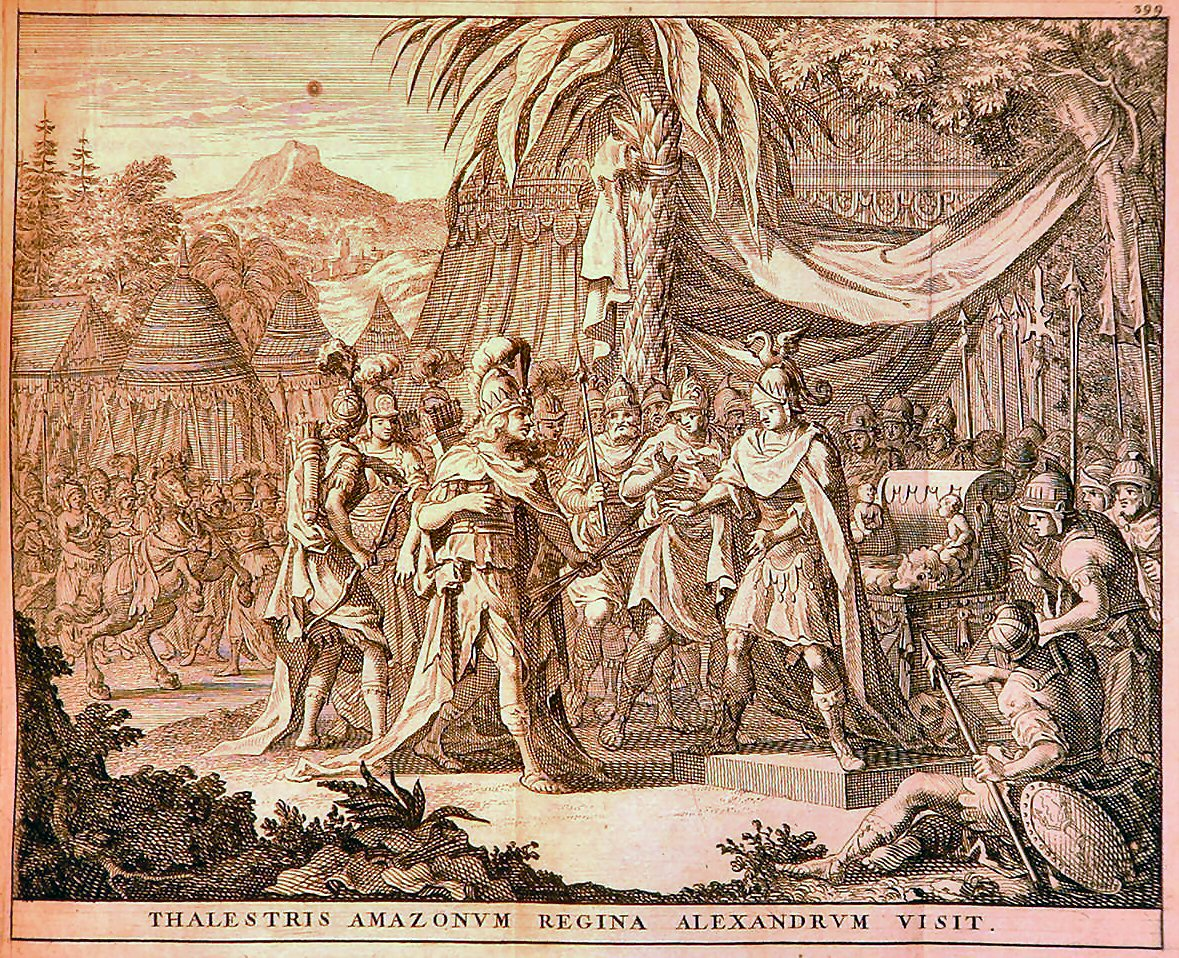
Alessandro, come racconta Onesicrito, riceve la visita di Talestri, regina delle Amazzoni

Diogene Laerzio parla di lui indicandolo anche come Onesicrito di Egina il quale mandò ad Atene un suo figlio che, affascinato dall'eloquenza di Diogene, non volle più allontanarsi da lui. Onesicrito mandò allora un altro figlio per convincere il fratello a tornare dal padre, ma anche questi volle rimanere. Onesicrito allora si recò personalmente ad Atene per conoscere Diogene, divenendo, così anche lui uno dei suoi più vicini discepoli..
Onesicrito racconta di aver fatto parte come ammiraglio della spedizione in Asia di Alessandro Magno, il «filosofo in armi», come lo descriveva nella sua storia. Molto probabilmente, come risulta dal diario della navigazione di Nearco, comandante della flotta macedone, fu invece timoniere della nave ammiraglia della spedizione, o capo pilota (ἀρχικυβερνήτης) della flotta: incarico che ricoprì non soltanto durante la discesa del fiume Indo, ma in tutto il lungo e pericoloso viaggio sino al golfo Persico. Alessandro fu così soddisfatto del suo lavoro che, al suo arrivo a Susa, premiò Onesicrito e Nearco con una corona d'oro..
Diverso è il giudizio che risulta da Arriano, che riferisce come in un'occasione la flotta si salvò dal naufragio per il fermo intervento di Nearco che si rifiutò di seguire la rotta proposta da Onesicrito.

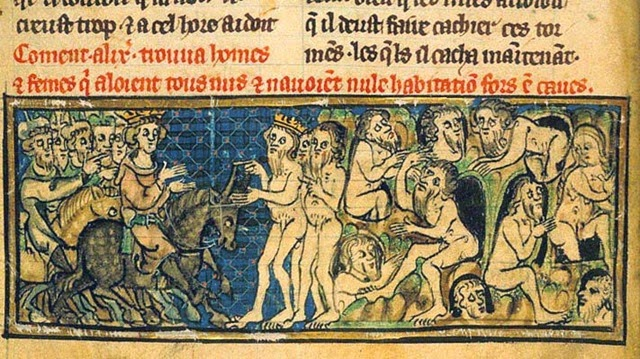
Miniatura medioevale riproducente l'incontro dei gimnosofisti con Alessandro Magno

Non conosciamo, comunque, con certezza le circostanze che lo portarono ad accompagnare Alessandro in Asia, né in quale veste lo ha frequentato, ma sappiamo dal suo racconto che nel 326 a.C., durante la spedizione in India, il re, che sapeva della sua adesione al cinismo, lo inviò a un incontro con i filosofi indiani, chiamati dai greci gimnosofisti (Γγμνοσοφισταί, traducibile con "sapienti, saggi" (sophistái) "nudi"(gymnói)). Di questo incontro riferiscono vari autori che raccontano come, a due miglia da Tassila, Onesicrito si trovò dinanzi a una quindicina di uomini nudi, sdraiati in terra, che risero sonoramente alla vista del visitatore straniero vestito di tutto punto con un cappello macedone, stivali sino al ginocchio e un mantello. Lo invitarono quindi a spogliarsi nudo se voleva dialogare con loro ma il calore del sole era tale che Onesicrito, nel timore di scottarsi, esitava a togliersi i vestiti. Il saggio più anziano allora lo scusò e cominciò a parlare lodando Alessandro guerriero ma anche amante della cultura e a chiedere notizie di Socrate, Pitagora e Diogene che apparivano ai loro occhi uomini saggi e dabbene ma troppo aderenti alle convenzioni sociali e poco attenti alla natura. Da questo colloquio Onesicrito si convinse che i gimnosofisti erano molto vicini alla sua dottrina cinica. Nel racconto si narra poi di come i "saggi nudi" giunti a Tassila pranzassero con Alessandro e di come il vecchio guru Calano seguì la spedizione fino a Susa tenendo lezioni agli ufficiali macedoni interessati alla sua filosofia.
Non sappiamo nulla delle sue fortune successive, ma da un aneddoto riferito da Plutarco sembra probabile che egli sia vissuto alla corte di Lisimaco in Tracia dove compose la sua opera storica.

## Come fu educato Alessandro
Diogene Laerzio attesta che Onesicrito, imitando lo stile della Ciropedia di Senofonte, aveva scritto un'opera su Alessandro, per noi perduta, in almeno 4 libri, intitolata Come Alessandro fu educato (Πῶς Ἀλέξανδρος Ἤχθη): proprio l'imitazione di Senofonte spiega che sicuramente Onesicrito aveva seguito il sovrano macedone in tutta la sua parabola biografica, dalla nascita all'educazione alla morte, non tralasciando quelli che sarebbero divenuti i topoi dell'alessandrografia: l'educazione presso Aristotele, Bucefalo, l'amicizia con Efestione, la sovrumana resistenza alle fatiche e ferite e il carisma presso le truppe.
Nell'opera, i toni adulatori si alternano a riflessioni filosofiche che esaltano il cinismo e lo stesso Alessandro vi è rappresentato come un filosofo cinico. La realtà da lui descritta come testimone oculare è talora trasfigurata in visioni fantastiche e favolose, tanto che il suo scritto cadde presto in discredito presso importanti autori come Strabone, Plutarco, Aulo Gellio che lo criticano aspramente. Rimane, tuttavia, l'importanza di Onesicrito per le prime descrizioni che egli diede di luoghi sino ad allora sconosciuti: in particolare, egli fu il primo autore ad aver menzionato l'isola di Taprobane, oggi conosciuta come Sri Lanka.
La sua trasfigurazione filosofico-avventurosa di Alessandro influenzò, comunque, non poco la vulgata su Alessandro, accanto a Clitarco, confluendo, si può pensare, nel Romanzo di Alessandro e, tramite esso, nel XII secolo, nel Roman d'Alexandre, di Lambert le Tort, Alexandre de Bernay e altri, dedicato ad Alessandro.